# Argentinomyia peruvianus
Argentinomyia peruvianus är en tvåvingeart som först beskrevs av Shannon 1927.  Argentinomyia peruvianus ingår i släktet Argentinomyia och familjen blomflugor.
Artens utbredningsområde är Peru. Inga underarter finns listade i Catalogue of Life.